# Medizinische Universität Sofia

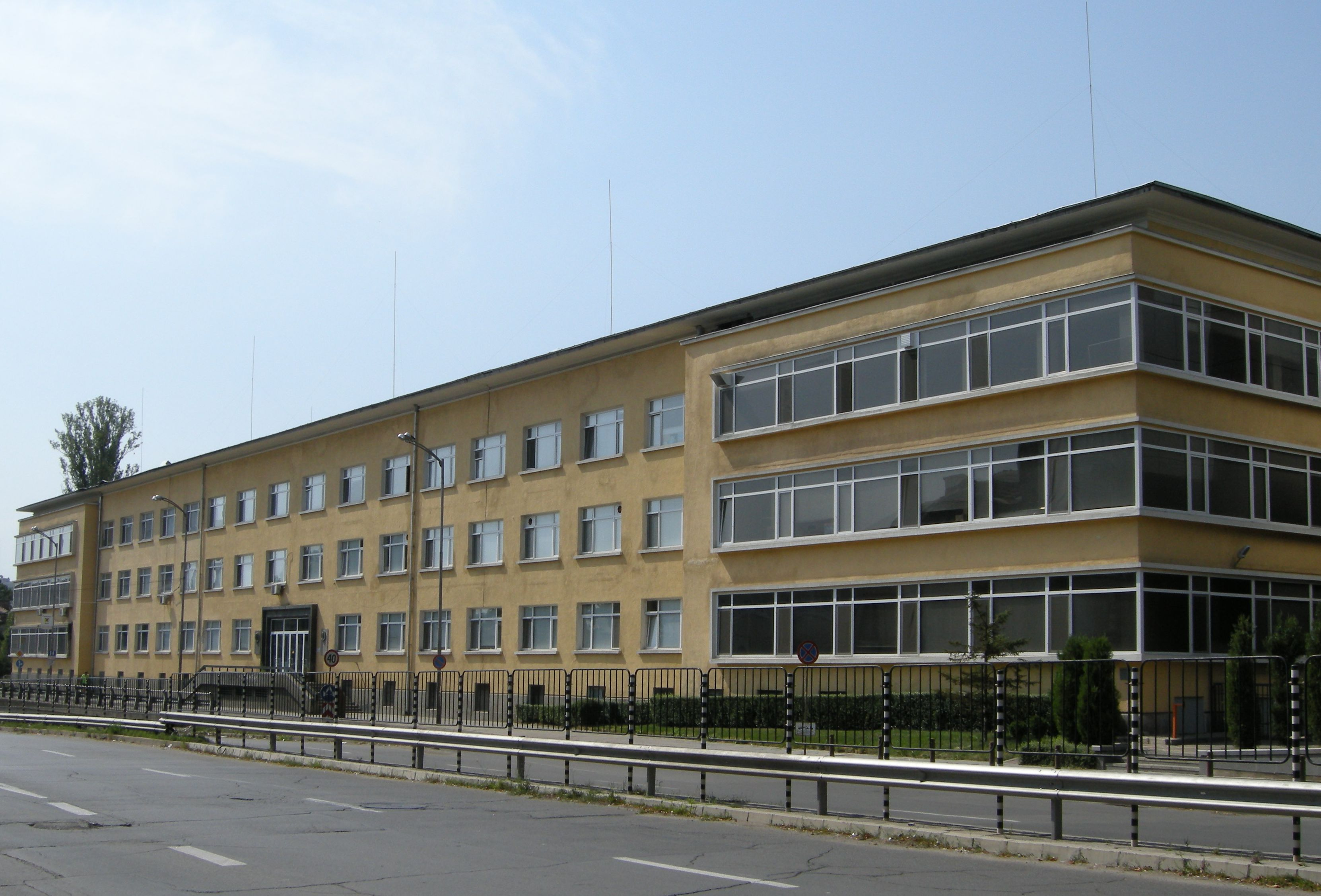

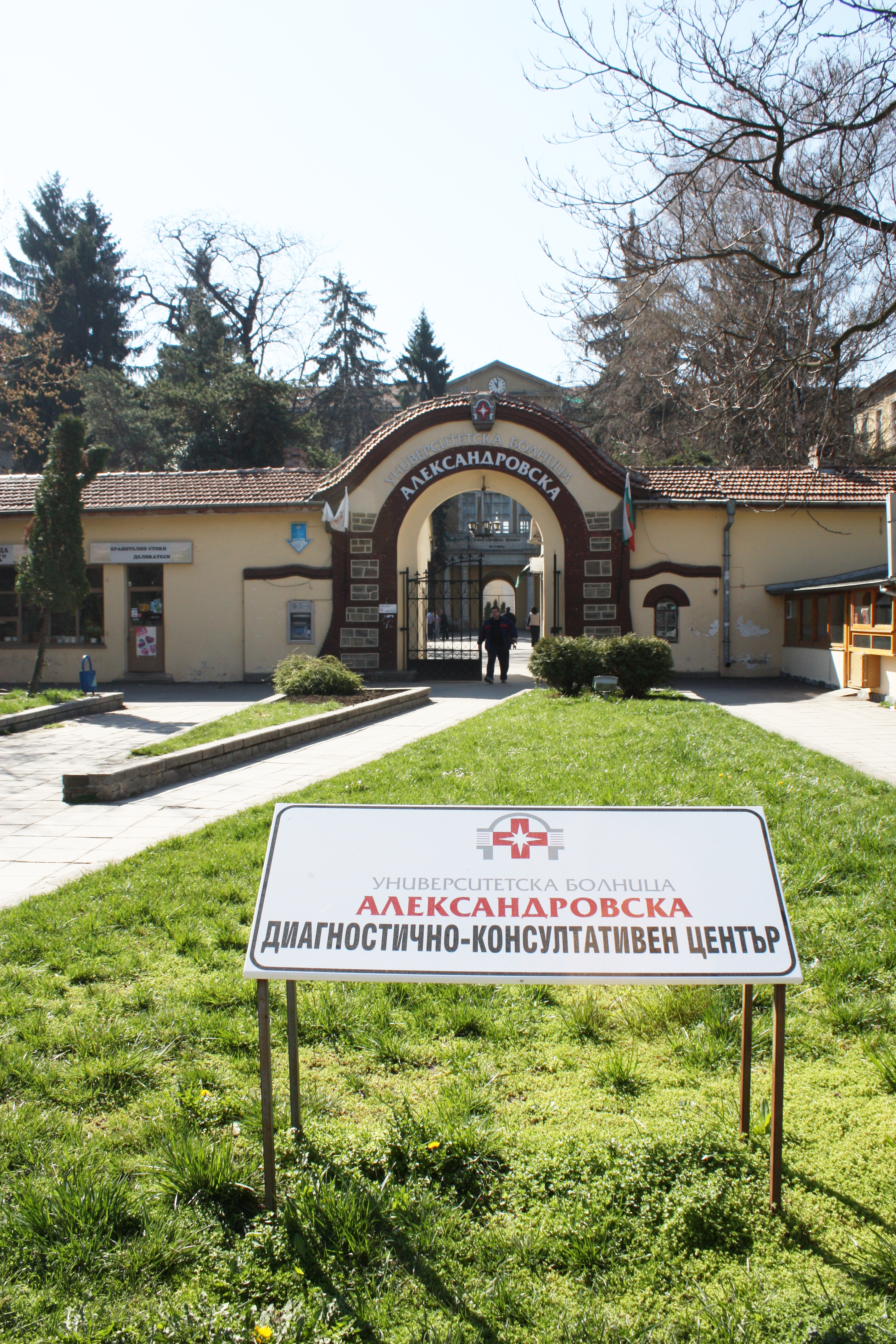

Die Medizinische Universität Sofia (bulgarisch: Медицинският университет в София) ist eine 1917 durch Ferdinand I. gegründete medizinische Universität in der bulgarischen Hauptstadt Sofia. Sie gliedert sich heute in vier Fakultäten; Rektor der Universität ist Boycho Landzhov.

## Geschichte
Zunächst gab es eine medizinische Fakultät an der Universität Sofia. 1950 wurde sie dann aus der Sofioter Universität ausgegliedert und in die Medizinische Akademie Sofia (Медицинска Академия София) umgewandelt. Leiter wurde  Marko Markow. 1950 wurde auch das ärztliche Fortbildungsinstitut gegründet, das jetzt das Krankenhaus Königin Johanna (Царица Йоанна) ist.
1954 wurde die Medizinische Akademie Sofia in eine Medizinische Hochschule umgewandelt. 1972 wurde sie nach einer großen Umstrukturierung wieder die Medizinische Akademie Sofia. 1990 wurde die Medizinische Akademie Sofia aufgelöst und stattdessen wurden ihre einzelnen medizinischen Fachinstitute eigenständige Medizinische Hochschuleinrichtungen. Die Organisationsform in Fakultäten wurde wieder eingeführt.

## Fakultäten
Die Universität hat vier Fakultäten:
- Medizinische Fakultät
- Stomatologische Fakultät (Zahnmedizin)
- Pharmazeutische Fakultät
- Gesundheitswissenschaften (Обществено здраве – public health – Gesundheitsmanagement)  (Abschlüsse: Bachelor, Magister)

Mit Beschluss des bulgarischen Parlaments vom 21. Mai 1995 wurde die Medizinische Hochschule Sofia in Medizinische Universität Sofia umbenannt. Der Universität sind drei Medizinische Fachschulen (колеж) angegliedert. Die Universität hat 14 Universitätskrankenhäuser – darunter das Aleksandrowska-Krankenhaus.
Die Ausbildung ist – wie allgemein üblich in der medizinischen Ausbildung – in Vorklinik und klinischen Teil unterteilt.
Es gibt 1.969 Mitarbeiter (Hochschullehrer, wiss. Mitarbeiter, Assistenten) und ca. 4.000 Studenten – davon 800 ausländische Studenten, 120 Doktoranden. An der Medizinischen Universität Sofia absolvieren 2.200 Ärzte ihre Facharztausbildung. Es werden Forschungsstipendien vergeben.